# Она Зі
Она Зі (англ. Ona Zee (3 березня 1951 , Лос-Анджелес, Каліфорнія )) — американська порноакторка, порнорежисерка, модель і ріелторка. Власниця компанії Ona Zee Pictures.

## Життєпис
Народилася в Лос-Анджелесі, штат Каліфорнія. У 1970-х працювала в Wilhelmina Agency. Також позувала оголеною, а потім, у 1986, 35-річною, потрапила в порноіндустрію в 1986 році. Знялася більш ніж в 300 фільмах. Зазвичай виконувала те, що пізніше назвали MILF або cougar.
Виступила режисеркою, сценаристкою і продюсеркою 67 відеороликів. У 1990 році створила власну компанію Ona Zee Pictures.
У 1990-ті заснувала об'єднання порнографічних виконавців, що зрештою розпалося через відсутність політичної та правової підтримки.
Згідно з телесеріалом HBO Real Sex, у 1990-ті була одрудена з Френком Зі, пілотом бойового реактивного літака в'єтнамської епохи.

## Нагороди
- 1989 AVN Award — Краща акторка (фільм) (Portrait of an Affair)[4]
- 1992 AVN Award — Краща акторка, відео (Starlet)
- 1993 AVN Award — Краща акторка другого плану (фільм) (Secret Garden 1 and 2)
- 2000 Hot d'or — Hot d'or Легіону[5]
- Зал слави AVN[6]